# Aleksej Balabanov
Aleksej Oktjabrinovitsj Balabanov (Russisch: Алексей Октябринович Балабанов) (Sverdlovsk, 25 februari 1959 – Sint-Petersburg, 18 mei 2013) was een Russische filmmaker. Balabanov is het meest bekend door films als Brat (1997) en Brat 2 (2000), beide met Sergej Bodrov jr. in de hoofdrol. Verder verwierf hij faam met schokkende en controversiële films als Cargo 200 (2007) en Morfij (2008).

## Films
- Me too (Я тоже хочу), (2012)
- Stoker (Кочегар), (2010)
- Morfine (film) (Морфий), (2008)
- Cargo 200 (Груз 200), (2007)
- Het doet me geen pijn (Мне не больно), (2006)
- Zhmurki (Жмурки), (2005)
- Oorlog (Война), (2002)
- De rivier (Река), (2002)
- Broer 2 (Брат 2), (2000)
- Of Freaks and Men (Про уродов и людей), (1998)
- Broer (Брат), (1997)
- Het kasteel (Замок), (1994)
- Gelukkige dagen (Счастливые дни), (1991)
- From the History of Aerostatics in Russia (О воздушном летании в России), (1990)
- Jegor en Nastia (Настя и Егор), (1989)